# Ob ėtom zabyvat' nel'zja
Ob ėtom zabyvat' nel'zja (Об этом забывать нельзя) è un film del 1954 diretto da Leonid Davidovič Lukov.